# Nicolae Polcovnicul
Nicolae Polcovnicul, né en 1788 et mort en 1842, est un peintre roumain.